# Pistolet maszynowy OCz-02 Kiparis
OC-02 Kiparis (ros. ОЦ-02 Кипарис) – rosyjski pistolet maszynowy wprowadzony do uzbrojenia formacji podporządkowanych rosyjskiemu ministerstwu spraw wewnętrznych (MWD) na początku lat 90. XX wieku. Broń może być zamiennie zasilana amunicją 9 mm Makarow i PMM.
OC-02 jest bronią samoczynno-samopowtarzalną działającą na zasadzie odrzutu zamka swobodnego. Komora zamkowa tłoczona z blachy stalowej. Przełącznik rodzaju ognia połączony z bezpiecznikiem po lewej stronie komory zamkowej, nad chwytem pistoletowym. Zasilanie z magazynków dwurzędowych z dwurzędowym wyprowadzeniem o pojemności 20 lub 30 naboi. Kolba składana na wierzch broni. Do broni może być dołączony tłumik dźwięku.